# Санта Катарина
Санта Катарина (на португалски: Santa Catarina) е един от 26-те щата на Бразилия. Разположен е в южната част на страната. Столицата му е град Флорианополис. Санта Катарина е с площ от 95 346,18 км² и население от 5 873 749 души (2006).

## История
Сведения за европейските мореплаватели започва от 1500 година.

## Административно деление
Щата е поделен на 6 региона, 20 микро- региона, 293 общини и 6 метропола.
Региони:
1. Гранде Флорианополис
2. Северен регион
3. Западен регион
4. Серана
5. Южен регион
6. Вали ду Итажаи

## Население
5 873 749 (2006)
Расов състав:
- бели- 5 215 000 (87,1%)
- мулати- 585 000 (9,8%)
- чернокожи- 161 000 (2,7%)
- индианци и азиатци- 11 000 (0,4%)

## Икономика
Икономиката на Санта Катарина е базирана на индустриите- хранително-вкусова, текстилна, керамична, машиностроителна и металургична промишленост. Щата е известен като най-големия производител на грозде и вина в Бразилия.